# Fula, skitiga och elaka
Fula, skitiga och elaka (originaltitel Brutti, sporchi e cattivi) är en italiensk film från 1976 (svensk premiär 1989) i regi av Ettore Scola.

## Handling
Filmen, som innehåller en stor portion samhällskritik, skildrar en brokig familj som lever i ofattbar misär på en soptipp utanför Rom. Familjen består av tjugo personer, ur sammanlagt fyra generationer, som bor och lever under samma tak.
De försörjer sig som väskryckare och prostituerade, mannen i huset ägnar själv mest tid åt att supa och vägrar dela med sig av en stor sedelbunt han fick av försäkringsbolaget efter att hällt kalk i ögat. När tyrannen bäddar ner en jättebystad kvinna i hustruns säng brister familjens tålamod.

## Om filmen
Filmen är inspelad i Rom. Den hade världspremiär den 23 september 1976 i Italien, åldersgränsen är 15 år.

## Rollista
- Nino Manfredi - Giacinto Mazzatella
- Maria Luisa Santella - Iside
- Francesco Annibaldi - Domizio
- Maria Bosco - Gaetana
- Giselda Castrini - Lisetta
- Alfredo D'lppolito - Plinio
- Giancarlo Fanelli - Paride
- Marina Fasoli - Maria Libera
- Franco Merli - Fernando
- Linda Moretti - Matilde
- Luciano Pagliuca - Romolo

## Utmärkelser
- 1976 - Filmfestivalen i Cannes - bästa regi, Ettore Scola